# Dide
Dide este o localitate nepopulată din comuna Cetinje, Muntenegru. Conform datelor de la recensământul din 2003, localitatea nu are niciun locuitor (la recensământul din 1991 era un locuitor).

## Demografie
|  |

| Demografie | Demografie | Demografie |
| An         | Locuitori  | Locuitori  |
| ---------- | ---------- | ---------- |
|            |            |            |
|            |            |            |
|            |            |            |
|            |            |            |
| 1948       | 49         |            |
| 1953       | 52         |            |
| 1961       | 38         |            |
| 1971       | 26         |            |
| 1981       | 13         |            |
| 1991       | 1          | 1          |
| 2003       | -          | -          |